# 岱明町鍋
岱明町鍋（たいめいまちなべ）は、熊本県玉名市の大字。郵便番号は869-0211。また、本項では同名の鍋地区についても取り上げる。

## 地理
玉名市西部の干拓平野に行末川河口左岸の東方に位置している。南側は有明海に面しており、北で岱明町大野下、東側で岱明町浜田、南西で岱明町下沖洲、西側で岱明町扇崎と接している。
南側の有明海沿いには熊本県北では唯一の鍋松原海水浴場が広がっており、潮干狩りや海水浴をする事ができる。
また当地は立山・上鍋・磯鍋の3つの行政区に分かれており、これらの行政区は市立小・中学校の校区やゴミ捨ての区域などに用いられている。

### 地名の由来
景行天皇がおいでになれたとき、隣接する長洲町腹赤地区で「腹の赤い魚」を献上した際、鍋を差し出したこととされている。

### 地区としての鍋
鍋地区とは鍋村のかつての区域を指し、現在の岱明町下沖洲と岱明町扇崎、そして岱明町鍋を含む。地区としては睦合、高道、長洲町と隣接している。

## 歴史
かつては大野市兵衛手永に属していた。北方にある丘陵上には文禄・慶長の役によって加藤清正が朝鮮から連れてきた人々の屋敷があったという。1792年5月21日（寛政4年4月1日）の島原大変肥後迷惑による大津波で当地では140人余もの人々が溺死した。その後は坂下手永に属した。

### 製塩業の興亡
大規模な干拓が行われた地であるためか、かつて当地は製塩業が盛んな地であり、江戸期以前から塩の生産が多くあった。そのため江戸期から明治期にかけて多くの塩田が開かれた。そのうち文化元年（1804年）に開かれた塩田を赤穂浜と呼び、播磨赤穂から入浜式製塩技術を導入したため命名された。
明治期に入るとますます塩の生産が盛んになり明治31年には塩田の量も拡大していったが、この頃から良質で安価な輸入塩に押され出した。その後は衰退の一途を辿り、政府専売の保護のもと昭和30年頃まで後退しながらも塩の生産は継続されていたが、その後の社会的変動により現在は姿を消している。

### 沿革
- 明治22年（1889年） - 鍋村の大字となる。
- 昭和30年（1955年）4月1日 - 所属が岱明町となる。
- 昭和40年（1965年）4月1日 - 岱明村の町村制施行により所属が岱明町となる。
- 平成17年（2005年）10月3日 - 岱明町の玉名市との合併により、鍋から岱明町鍋に変更される。

## 人口と世帯数
2022年（令和4年）8月31日現在の世帯数と人口は以下の通りである。
| 町丁     | 世帯数  | 人口    |
| -------- | ------- | ------- |
| 岱明町鍋 | 815世帯 | 1,368人 |

### 行政区ごとの人口
行政区ごとの人口は以下のようになる。
| 行政区 | 世帯数  | 人口  |
| ------ | ------- | ----- |
| 立山   | 346世帯 | 127人 |
| 上鍋   | 239世帯 | 630人 |
| 磯鍋   | 227世帯 | 591人 |

### 人口の変遷
| 統計年             | 統計年 | 人口  | 人口 |
| ------------------ | ------ | ----- | ---- |
| 1995年（平成7年）  | [ 5 ]  | 1,702 |      |
| 2000年（平成12年） | [ 6 ]  | 1,704 |      |
| 2005年（平成17年） | [ 7 ]  | 1,719 |      |
| 2010年（平成22年） | [ 8 ]  | 1,616 |      |
| 2015年（平成27年） | [ 9 ]  | 1,543 |      |
| 2020年（令和2年）  | [ 10 ] | 1,421 |      |

## 小・中学校の学区
市立小・中学校に通う場合、学区は以下の通りとなる。
| 町丁 | 小学校           | 中学校             |
| ---- | ---------------- | ------------------ |
| 全域 | 玉名市立鍋小学校 | 玉名市立岱明中学校 |

## 交通
- 国道501号
- 熊本県道169号大野下停車場線

## 施設
- 玉名市立鍋保育所 - 社会福祉法人岱明憲章会への民間委託となった。
- 玉名市立鍋小学校
- 鍋郵便局

## 史跡
- 弘法大師線刻画像石幢 - 市指定の重要有文化財[12]。
- 洲崎神社
- 大神宮
- 光寂寺

## 観光スポット
- 岱明町鍋松原海岸（海水浴場）
- 物産館「磯の里」
- コミュニティーセンター潮湯　平成24年7月から宿泊も可能となった。